# Gnophomyia persevera
Gnophomyia persevera är en tvåvingeart som beskrevs av Alexander 1949. Gnophomyia persevera ingår i släktet Gnophomyia och familjen småharkrankar.
Artens utbredningsområde är Peru. Inga underarter finns listade i Catalogue of Life.